# 慣用句
慣用句（かんようく）とは、習慣として長い間広く使われてきた、ひとまとまりの言葉・文句や言い回しのことで、類語に成句や成語がある。

## 概要
慣用句とは、二語以上の単語が固く結びつき、全く異なる意味を持つものを指し、言語学的にはイディオムと呼ばれる。慣用句は、会話や文章上で定型句として用いられる。
慣用句と諺（ことわざ）は混同されやすく、分類も困難であるため、諺と慣用句双方を掲載した辞典が多い。厳密には、諺は一つの文で独立語として成立し、格言、教訓や皮肉、物事の法則を含ませているものである（例『弘法も筆の誤り』『負けるが勝ち』『三日坊主』など）。そして品詞では名詞に区分される。
対して、慣用句とは独立した単語の複合により、異なった意味を持つようになった定型句であり、それらは通常、独立語、すなわち名詞として扱わない。
例えば、「舌の根の乾かぬうちに」という慣用句は、「舌（名詞）」+「の（助詞）」+「根（名詞）」+「の（助詞）」＋「乾か（動詞の未然形）」＋「ぬ（助動詞）」＋「うち（名詞）」＋「に（助詞）」で構成され、それぞれ異なる意味を持つ。それに対し、「舌の根の乾かぬうちに」で“先ほど口にした直後に”という意味を持つ慣用表現となり、この言葉の後には決まって前の文脈を否定する表現が来る。
「足が出る」など動詞、形容詞、形容動詞を述語とする場合は会話や文章の状況に応じて活用することがある（ただし、『足下から鳥が発つ』などのように動詞で終わっても諺として分類されるものがある）。また、慣用句は諺のように教訓や格言として機能するものではなく、あくまで日常の行動や物事の状態などを面白おかしく表現したりしたものである。
すなわち、慣用句は一種の比喩（暗喩）表現でもあり、それらの意味は固定化している。したがって、正しく意味を理解しないと、頓珍漢な使用をしてしまったり、使用した相手に対して間違った応答をしてしまったりすることがある。
また、成句は、慣用句の定義とほぼ重なるが、「無くて七癖」のように古くから慣習的に用いられている文句も含み、諺にも近いニュアンスをもつこともある。
さらに、成語も、成句・慣用句と混同して用いられることが多いが、故事成語の略として使われることもある。また、中国語圏では、日本における四字熟語とほぼ同義に用いられる。

## 言語学における慣用句
言語学における慣用句、すなわちイディオム（idiom）は、慣習的に意味と用例が固定的な連語表現と定義されており、語彙的慣用句（lexical idiom）、句慣用句（phrasal idiom）、枠組み慣用句（formal idiom）などの類型がある。